# Tavuxe
Tavuxe (em armênio: Տավուշ; romaniz.: Tavuš;  [tɑˈvuʃ] (ajuda·info)) é uma das dez subdivisões da Arménia, situada no nordeste do país, fazendo fronteira com a Geórgia a norte e com o Azerbaijão a este. A sua capital é Ijevã. Além da capital, existem ainda quatro outras cidades (Airum, Noiemberiã, Dilijã e Berde) e 57 comunidades rurais.

## Demografia
|                  | 1991    | 1993    | 1995    | 1997    | 1999    | 2001    | 2002    | 2003    | 2004    | 2005    | 2006    | 2007    |
| ---------------- | ------- | ------- | ------- | ------- | ------- | ------- | ------- | ------- | ------- | ------- | ------- | ------- |
| População        | 146 400 | 143 500 | 138 700 | 136 000 | 138 300 | 134 700 | 134 300 | 134 300 | 134 300 | 134 400 | 134 400 | 134 200 |
| População urbana | 59 400  | 59 500  | 56 800  | 53 800  | 52 000  | 51 000  | 50 600  | 50 600  | 50 500  | 50 600  | 50 400  | 52 600  |
| Fonte : ArmStat  |         |         |         |         |         |         |         |         |         |         |         |         |